# Alchemilla elongata
Alchemilla elongata är en rosväxtart som beskrevs av Christian Friedrich Frederik Ecklon och Zeyh.. Alchemilla elongata ingår i släktet daggkåpor, och familjen rosväxter. Utöver nominatformen finns också underarten A. e. platyloba.